# Krajina s nábytkem
Krajina s nábytkem je československý hraný film režiséra Karla Smyczka z roku 1987.
Film představuje příběh devatenáctiletého posluchače konzervatoře Zdeňka a jeho příběhu s dívkou Evou. Scénář byl napsán podle stejnojmenné prózy Zdeňka Rosenbauma. Autorem filmové hudby je Emil Viklický. 
Hlavní roli hrál Vladimír Javorský, další role Yvetta Kornová, Petr Čepek, Michal Suchánek, Jiří Langmajer, Lubomír Kostelka, Evald Schorm, Pavlína Mourková, Markéta Fišerová. Některé herecké postavy byly dodatečně nadabovány jinými herci.